# Stazione di Nola (Circumvesuviana)
La stazione di Nola è una stazione della ferrovia Circumvesuviana, sita nell'omonimo comune.
Si trova sulla ferrovia Napoli-Nola-Baiano.

## Storia
La stazione  è stata inaugurata nel 1885, è in pieno centro cittadino ed è una delle stazioni più frequentate della linea.
Si prevede che la stazione venga interrata in modo da eliminare i passaggi a livello e alleggerire il traffico automobilistico.

## Servizi
La stazione dispone di:
- Biglietteria
- Telefoni pubblici
- Servizi igienici